# Patty (Film)
Patty (alternativ: Schreie im Dunkel) ist ein US-amerikanisches Filmdrama von Paul Schrader aus dem Jahr 1988. Nicholas Kazan schrieb das Drehbuch nach der Autobiografie Every Secret Thing von Patty Hearst.
Der Film schildert die Entführung der 19-jährigen Studentin Patricia „Patty“ Hearst, Enkelin des Medienzaren William Randolph Hearst, durch die linksradikale Symbionese Liberation Army (SLA). Sie schließt sich der Gruppe an, nimmt an mehreren Raubüberfällen teil, wird schließlich verhaftet und zu einer mehrjährigen Gefängnisstrafe verurteilt.

## Handlung
1974 wird die 19-jährige Studentin Patty Hearst, Enkelin des Medienunternehmers Randolph Hearst, von Mitgliedern der Symbionese Liberation Army (SLA) aus ihrer Wohnung in Berkeley, Kalifornien, entführt. Die linksradikale Guerillagruppe um Anführer Cinque verlangt die Freilassung mehrerer inhaftierter Mitglieder; als diese verwehrt wird, erzwingen sie die Verteilung von Lebensmitteln an arme Bevölkerungsgruppen. Nach zwei Monaten Gefangenschaft in einem dunklen Wandschrank und propagandistischen Unterweisungen stellt die Gruppe ihre Geisel vor die Wahl, in die Freiheit zurückzukehren oder sich ihnen anzuschließen. Patty wird ein Mitglied der SLA, nimmt den Namen Tania an und beteiligt sich an einer Serie von Raubüberfällen. Nachdem sie bei einem fehlgeschlagenen Überfall beinahe verhaftet werden, taucht Patty mit Bandenmitglied Teko und seiner Frau Yolanda unter; im Fernsehen werden sie Zeugen, wie die restliche Gruppe um Cinque bei einem Feuergefecht getötet wird. Teko beginnt in San Francisco mit dem Anwerben neuer Mitglieder. Patty wird von der Polizei aufgespürt, verhaftet und zu einer langjährigen Haftstrafe verurteilt. Zum Schluss des Films bereitet sie sich mit Hilfe ihres Vaters auf ein Berufungsverfahren vor.

## Hintergrund
Patty feierte seine Premiere am 13. Mai 1988 während der Internationalen Filmfestspiele von Cannes, startete am 23. September 1988 in den amerikanischen und am 20. Oktober desselben Jahres in den bundesdeutschen Kinos. Das Einspielergebnis belief sich in den USA auf 1,2 Millionen US-Dollar.
Das Projekt war bereits von mehreren Regisseuren abgelehnt worden, bevor Schrader akzeptierte. Nach dem Misserfolg seines vorherigen Films Light of Day – Im Lichte des Tages erklärte sich Schrader bereit, mit einem vergleichsweise geringen Budget (und Gehalt) zu arbeiten – was ihm nach seiner Aussage größere künstlerische Freiheiten verschaffte. Da Schrader sich eng an die (aus der Sicht Patty Hearsts geschilderten) Fakten halten wollte, ihm aber die Protagonistin als zu passiv für eine Filmfigur erschien, entschied er sich für eine visuell stark stilisierte Erzählweise: Die erste halbe Stunde des Films beschränkt sich auf einen klaustrophobischen, subjektiven Blick Hearsts auf ihre Entführer und ihre Umgebung. Auch im weiteren Verlauf wird durch stark kontrastierende Farben oder bühnenhafte Szenenbilder, die vereinzelt an Schraders Mishima – Ein Leben in vier Kapiteln erinnern, eine bewusste Stilisierung geschaffen.
In einer Serie von Interviews mit Journalist Kevin Jackson gestand Schrader seine gemischten Gefühle gegenüber Patricia Hearst, aber ebenso sehr gegenüber der in seinen Worten „selbstmörderischen“ SLA ein: „Die SLA tat gerne so, als wäre sie eine große Bewegung, aber in Wahrheit war sie ein kleiner Kult. Für mich hatte sie viel gemein mit einem anderen Kult, der zur selben Zeit aus Oakland kam – der James-Jones-Sekte. […] Die SLA hatte definitiv keine Verbindungen zur Politik der Linken wie ich sie hatte.“ Gleichzeitig bekannte Schrader, dass er, wäre das Projekt nicht an ihn herangetragen, sondern von ihm angestoßen worden, den Film aus der Perspektive des Anführers Cinque erzählt hätte.
Das Ende zeigt die Hauptfigur, wie in Schraders Ein Mann für gewisse Stunden oder Light Sleeper, im Gefängnis, wobei die Gefangenschaft jedoch nicht als Ende, sondern als Beginn eines neuen Lebensabschnittes begriffen wird (hier bereitet sich die Protagonistin auf einen Berufungsprozess vor). Schrader und Jackson bezeichneten Patricia Hearst übereinstimmend als die lebendigste Frauenfigur in seinen Filmen, eine Leistung, die Schrader seiner Hauptdarstellerin Natasha Richardson anrechnete: „[…] das ist zur Gänze ihr Verdienst – Ehre wem Ehre gebührt.“

## Kritiken
„Trotz seines vergleichsweise geringen Budgets ist Patty Hearst ein wunderbar gemachter Film, der zur Gänze Pattys eingeschränkten Blickwinkel einnimmt. Er ist mitunter stilisiert, absolut direkt und gleichermaßen schockierend wie auf grimmige Weise komisch.“

„Schrader verbindet in Patty Hearst B-Movie-Effekte mit Kunstkino-Taktiken, der Film ist ebenso schmierig wie hochnäsig. […] Schon bald nach Pattys Neuorientierung spüren wir Schraders Abneigung gegen seine Protagonistin, […] seine Unfähigkeit, sich mit irgendeiner seiner Figuren zu solidarisieren […] [Der Film] wahrt sicheren Abstand zu allen Positionen. Zum Schluss bringen wir nicht mehr Verständnis für Patty Hearst auf als vorher. […] Aber die Mehrdeutigkeit ist in diesem Fall kein Zeichen von Komplexität, sondern von Rückzug. Sie ist das Eingeständnis des eigenen Versagens.“

„[…] ein brütender, blasser, introspektiver Film, der sich offenbar vorgenommen hat, nicht der Sensationsgier anheim zu fallen […] Der gesamte Film dreht sich um die bemerkenswerte Darstellung von Natasha Richardson als Hearst.“

„Der Film erholt sich nie von der tödlichen ersten halben Stunde […] Richardson hinterlässt einen starken Eindruck, obwohl man ihr kaum Material zum Arbeiten gibt.“

„Richardson spielt ihre Rolle mit überwältigender Hingabe, inklusive eines perfekten amerikanischen Akzents, aber der Film ist luftleer und anstrengend.“

„Nach dem autobiografischen Bericht der Tochter des amerikanischen Zeitungskönigs Hearst beschreibt der Film deren Entführung im Jahr 1974 durch eine Terroristengruppe demagogisch als Albtraum in den Fängen einer überdrehten Politsekte. Dabei wird der Stoff fast vollständig aus allen politischen Bezügen gelöst. Auch als Studie über Gruppendruck und Gruppenpsychose zu plakativ und vordergründig.“